# Lepanto (Arkansas)
Lepanto è una città degli Stati Uniti d'America situata nello Stato dell'Arkansas, nella Contea di Poinsett.